# Сант'Ана Морозина (Падова)
Сант'Ана Морозина је насеље у Италији у округу Падова, региону Венето.
Према процени из 2011. у насељу је живело 501 становника. Насеље се налази на надморској висини од 29 м.